# Alfonso Teja Zabre
Alfonso Teja Zabre (San Luis de la Paz, Guanajuato, 23 de diciembre de 1888 - Ciudad de México, 28 de febrero de 1962) fue un abogado, historiador, poeta, catedrático, político, periodista, diplomático y académico mexicano.  Entre sus obras destaca la biografía de José María Morelos, fue pionero del cine mexicano como argumentista.

## Semblanza biográfica
Cursó sus estudios en el Instituto Científico y Literario de Pachuca, obtuvo una beca del Estado y se trasladó  a la Ciudad de México para ingresar a la Escuela Nacional de Jurisprudencia obteniendo su título de abogado en 1909. Incursionó en el campo de la historia tomando clases en el Museo Nacional de Historia el cual era dirigido por Genaro García. Fue miembro del Ateneo de la Juventud Mexicana y formó parte de un grupo bohemio llamado "La Horda".
Ejerció su profesión como defensor de oficio, agente de ministerio público y magistrado del Tribunal Superior de Justicia del Distrito Federal y magistrado en el Tribunal Fiscal de la Federación.  
Colaboró para los periódicos El Demócrata, El Universal y El Universal Gráfico. Impartió clases en la Escuela Nacional Preparatoria, en la Facultad de Filosofía y Letras y en la Facultad de Derecho de la Universidad Nacional Autónoma de México (UNAM).  Como diplomático fue ministro consejero de la Embajada de México en Cuba y embajador en Honduras y República Dominicana.
Fue miembro de la Academia Mexicana de Ciencias Penales. Fue nombrado miembro de número de la Academia Mexicana de la Historia a la cual ingresó el 8 de mayo de 1961 con el discurso de "La locura de don José de Gálvez", ocupó el sillón N° 14. Fue nombrado miembro de número de la Academia Mexicana de la Lengua para ocupar la silla V, pero murió en la Ciudad de México el 28 de febrero de 1962 antes de tomar posesión de ella.

## Obras publicadas
- Poemas y fantasías, en 1914.
- Vida de Morelos, en 1917.
- Alas abiertas, en 1920.
- Biografía de México, en 1931.
- Historia de Cuauthémoc, en 1934.
- Historia de México. Una moderna interpretación, en 1935.
- Teoría de la Revolución, en 1936.
- Murió por la patria: los niños héroes de Chapultepec, guion cinematográfico en 1938.
- Panorama histórico de la Revolución mexicana, en 1939.
- La estatua de don Justo Sierra: dos lecciones del maestro, en 1942.
- Exequias del orador Jesús Urueta, en 1943.
- Guía de la historia de México, en 1944.
- Dinámica de la historia y frontera interamericana, en 1947.
- Umbriel: ensayos de ilusión y desilusión, en 1953.
- Leandro Valle, un liberal romántico, en 1956.
- Lecciones de California, en 1962.